# 内志与哈萨酋长国
内志与哈萨酋长国，又称内志第三王国，是1902年－1921年间，存在于内志和哈萨绿洲地区的一个酋长国，也是历史上第三个由沙特家族统治的国家，埃米尔是建立现代沙特阿拉伯的伊本·沙特。内志第二王国被杰贝勒沙马尔酋长国击败后，沙特皇族逃到巴林和科威特，1902年，在亲土的杰贝勒沙马尔酋长国国力渐渐衰落时，亲英的沙特家族再次起兵，夺回了利雅德，建立利雅得酋长国。1921年，伊本·沙特进行改革，将国号改为内志苏丹国。